# Anton von Schauß

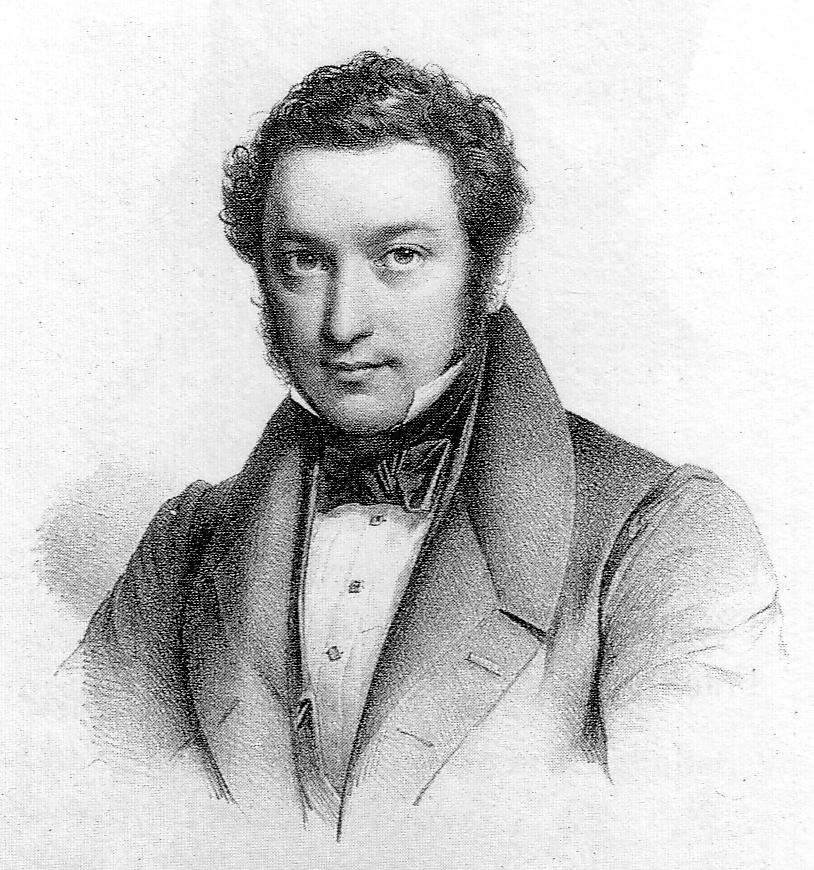
Anton von Schauß (1848)

Georg Anton Schauß, ab 1854 Ritter von Schauß (* 1800 in München; † 26. November 1876 in Kempfenhausen), war ein deutscher Jurist, Freimaurer und Mitglied der Frankfurter Nationalversammlung.

## Leben
Schauß, Sohn des Hofbauamtszeichners Georg Anton Schauß, studierte von 1817 bis 1821 Rechtswissenschaften in Landshut und Heidelberg. In Landshut wurde er 1819 Mitglied des Corps Bavaria. Nach der Promotion zum Dr. jur. wurde er 1821 Rechtspraktikant, 1823 Gerichtsakzessist, 1828 Kreis- und Stadtgerichtsassessor in München, 1833 Advokat in München und 1836 königlicher Rat. Ab 1840 war er auch Rechtskonsulent des Herzogs Maximilian in Bayern. 1840 erhielt er den Titel eines Hofrats. Schauß verfasste juristische, politische und belletristische Schriften. Vom 18. Mai 1848 bis zum 29. Mai 1849 war er Mitglied der Frankfurter Nationalversammlung (Landsberg) und stimmte gegen die Wahl Friedrich Wilhelms IV. zum Kaiser der Deutschen. Von 1859 bis 1864 amtierte er als griechischer Konsul in München.
Von 1838 bis 1867 war Schauß Mitglied der Zwanglosen Gesellschaft München. Schauß wurde zudem im Jahre 1839 in die Nürnberger Freimaurerloge Zu den drei Pfeilen aufgenommen.
Herzog Karl II. Ludwig von Lucca zeichnete ihn 1842 mit dem Verdienstorden des Heiligen Ludwig III. Klasse aus. Am 24. Mai 1854 verlieh ihm König Maximilian II. das Ritterkreuz des Verdienstordens der Bayerischen Krone und erhob ihn damit in den persönlichen Adelsstand eines Ritter von.
Schauß war verheiratet und hatte mehrere Kinder, darunter Emil von Schauß (1833–1900). Er wurde auf dem Alten Südfriedhof (München) bestattet.